# Naraini
Naraini es un pueblo y nagar Panchayat situado en el  distrito de Banda en el estado de Uttar Pradesh (India). Su población es de 13400 habitantes (2011). Se encuentra a 619 km al sureste de Nueva Delhi y a 234 km al sur de Lucknow

## Demografía
Según el  censo de 2011 la población de Naraini era de 13400 habitantes, de los cuales el 7218 eran hombres y 6182 eran mujeres. Naraini tiene una tasa media de alfabetización del 66%, superior a la media nacional del 59,5%: la alfabetización masculina es del 73,8%, y la alfabetización femenina del 57,2%.